# 海洋動物園

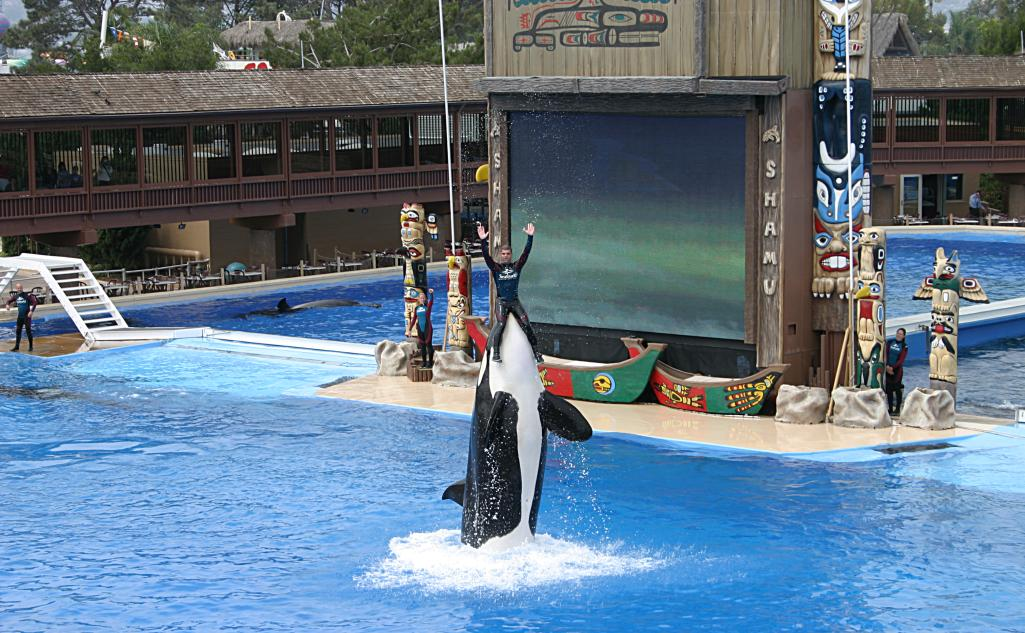
海洋動物園

海洋动物园是一个專門容納海豚、白鲸和海獅等海洋哺乳動物的遊樂園。遊客還可以看到這些海洋哺乳動物的表演。海洋動物園內飼養的海洋哺乳動物種類比鯨豚水族館還要多，而且海洋動物園內還有其他娛樂設施。因此，海洋動物園更像是一個水族馆和遊樂園的结合体。海洋動物園和海岸公園有所不同，海洋公园主要由自然保护区和海洋野生动物保护区構成。